# Liste der Naturschutzgebiete in Leverkusen
Die Liste der Naturschutzgebiete in Leverkusen enthält die Naturschutzgebiete der kreisfreien Stadt Leverkusen in Nordrhein-Westfalen.

## Liste
| Schlüsselnr. | Gebietsname                                        | Fläche in ha | Bild           |
| ------------ | -------------------------------------------------- | ------------ | -------------- |
| LEV-001      | Glöbuscher und Benscheider Wiesen                  | 5,7734       | weitere Bilder |
| LEV-002      | Erlenbruch im Bürgerbusch                          | 1,0896       |                |
| LEV-003      | Sumpfgebiet im Ölbachtal                           | 4,3428       | weitere Bilder |
| LEV-004      | Wiembach-Aue                                       | 11,6451      | weitere Bilder |
| LEV-005      | Gronenborner Fischteiche                           | 1,1594       | weitere Bilder |
| LEV-006      | Wupperhang mit Henkensiepen und Hüscheider Bachtal | 34,8652      | weitere Bilder |
| LEV-008      | Krapuhlsee                                         | 8,2857       |                |
| LEV-009      | Eichen-Hainbuchenwald in der Wupperschleife        | 3,4003       |                |
| LEV-010      | Bachaue des Bürgerbuschbaches                      | 18,4484      | weitere Bilder |
| LEV-011      | Ehemalige Kiesgrube am Südring                     | 2,3612       |                |
| LEV-012      | Wupperinsel                                        | 5,3445       |                |
| LEV-013      | Southerberg                                        | 14,2889      | weitere Bilder |
| LEV-014      | Wupper                                             | 11,91        | weitere Bilder |
| LEV-015      | Wiembachtal und Oelbachtal                         | 22,96        | weitere Bilder |
| LEV-016      | Dhünn                                              | 32,00        | weitere Bilder |